# Estação Saviolovskaia
Saviolovskaia (em russo:  Савёловская) é uma das estações da linha Serpukhovsko-Timiriasevskaia (Linha 9) do Metro de Moscovo, na Rússia. Estação «Saviolovskaia» está localizada entre as estações «Mendeleevskaia» e «Dmitrovskaia».